# Puente de los Dragones
El puente de los Dragones (en esloveno: "Zmajski most") es un puente que se encuentra en la capital de Eslovenia. Está concebido para el tráfico rodado y construido sobre el río Ljubljanica. Está en el lugar donde originalmente existió otro puente, de madera, llamado "puente de los Carniceros" que había sido edificado en 1820 pero fue dañado en el terremoto de Liubliana del año 1895, y por eso fue sustituido por un nuevo puente, el puente de los Dragones, inaugurado en 1901.

## Construcción
Esta obra fue innovadora para su época, construida en hormigón armado según la técnica del ingeniero austríaco Josef Melan, que fue inventor de»sistema de Melan«, método para la construcción de puentes reforzados. La construcción en hormigón armado era más barata que en piedra.
En lugar de barras de hierro instaladas en la estructura de hormigón, el puente se construyó sobre una bóveda de vigas de hierro, lo que posibilitó su construcción sin una estructura de soporte temporal. El arquitecto dálmata Jurij Zaninovič diseñó el ornamento en estilo Art Nouveau con motivos florales y cuatro grandes estatuas de dragones, símbolo de Liubliana, de chapa forjada. En total, en el puente hay 20 estatuas (muchas son pequeñas) de dragones.

## Historia

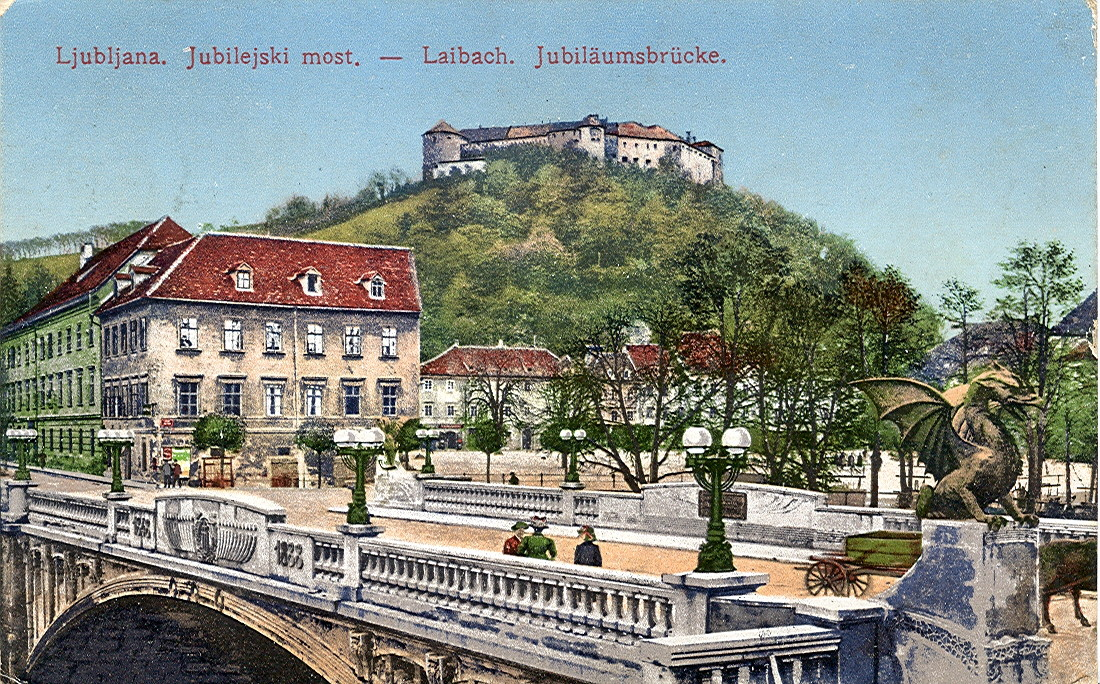
El puente de los Dragones alrededor de 1914, en una tarjeta postal de la época.

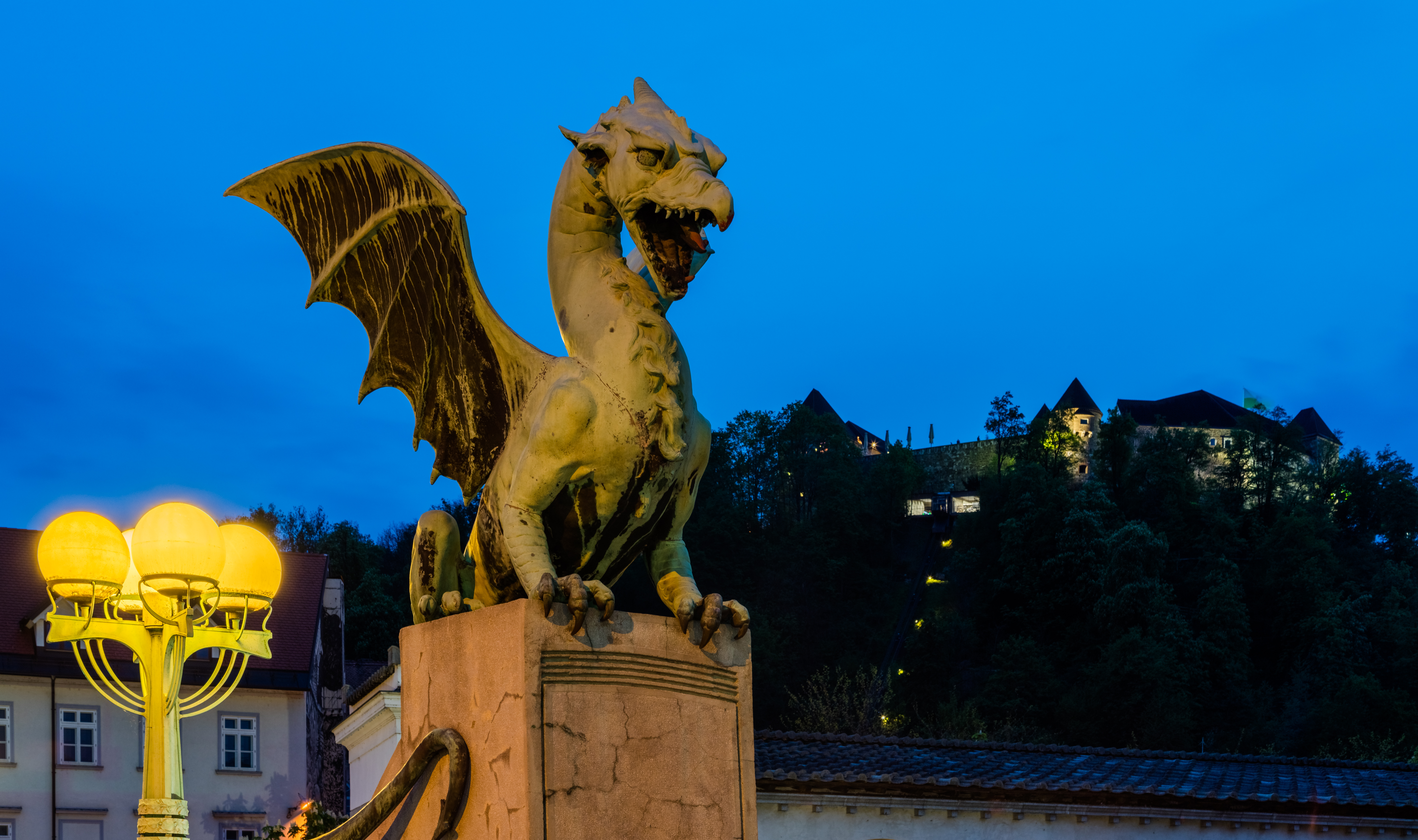
Detalle.

En su inauguración, en 1901, el puente fue dedicado al cuadragésimo aniversario del gobierno del emperador Francisco José I de Habsburgo-Lorena y por eso fue denominado "puente del Jubileo" o "puente da la Conmemoración" (en alemán: "Jubiläumsbrücke"). En los lados del puente pueden verse escritas las fechas 1848 – 1888 con este fin. Este aniversario también fue subrayado con dos placas conmemorativas en alemán y esloveno. En el lado este y oeste de ambos sostenedores del puente se realizó la inscripción VIRIBUS UNITIS ("con las fuerzas unidas"), lema del emperador Francisco José I.
El Puente de los Dragones fue uno de los primeros puentes de hormigón armado en Europa y el primero en la ciudad de Liubliana. Con 33,34 metros de luz tenía el tercer arco más largo entre los puentes europeos de entonces.
El nombre oficial del jubileo, cayó pronto en desuso y el puente, por su decoración, llegó a ser conocido como "el puente de los Dragones".
Posteriormente fue el primer puente esloveno revestido de asfalto y entre los años 1983 y 1984 también fue completamente renovado.

## Mitología
Existe una leyenda que relaciona al héroe mitológico Jasón con el origen de la ciudad. Según esta leyenda Jasón, junto a los argonautas,  mató a un feroz dragón y salvó a una virgen que estaba secuestrada por un dragón. Incluso hoy existen leyendas locales que dicen que cuando una virgen cruza el puente, los dragones menean la cola.

## El puente en la actualidad
Hoy en día se le considera uno de los mejores ejemplos de arquitectura Art Nouveau entre los puentes del mundo y está protegido como monumento técnico.
Se le considera también uno de los iconos turísticos de Liubliana más reconocidos.